# Catch .44 – Der ganz große Coup
Catch .44 – Der ganz große Coup ist ein US-amerikanisches Actiondrama von Regisseur Aaron Harvey, der auch das Drehbuch schrieb. Hauptdarsteller des Ende 2011 erschienenen Films sind Malin Åkerman, Forest Whitaker und Bruce Willis. Die Geschichte wird nicht linear, sondern in verschiedenen Zeitsprüngen und Rückblenden erzählt.

## Handlung
Zwei Jahre vor der eigentlichen Handlung arbeitet die hübsche Tes in einem Striplokal als Bedienung. Anzüglichen Gästen setzt sie sich gekonnt zur Wehr, außerdem ist sie sehr geschickt im Diebstahl von Brieftaschen. Der Gast Ronny hilft ihr bei einer Auseinandersetzung mit einem aufdringlichen Gast und bietet ihr an, sie Mel vorzustellen. Tes willigt ein und Ronny bringt sie zu Mel. Bei dem Treffen bietet Mel Tes an, für ihn im Drogengeschäft zu arbeiten, was sie annimmt.
Nachdem der letzte Auftrag schieflief, erhalten Tes und ihre Freundinnen Dawn und Kara einen neuen Auftrag von Mel. Angeblich transportiert ein Konkurrent von Mel seine Drogen durch dessen Gebiet. An einem abgelegenen Diner soll eine Übergabe der Drogen und des Geldes stattfinden. Tes und ihre Freundinnen sollen dort herausfinden, wer hinter dem Geschäft steckt. Tes, Kara und Dawn sitzen bereits seit 20 Minuten in dem Diner, die Kuriere tauchen jedoch nicht auf. Daraufhin beschließen die drei, unter Einsatz ihrer Waffen Informationen über das geplante Drogengeschäft von der Bedienung zu erhalten, da sie der Meinung sind, dass ohne deren Wissen hier kein Geschäft abgewickelt wird. Die Mitarbeiter sowie Gäste des Lokals ziehen jedoch unerwartet ebenfalls ihre Waffen. Es kommt zu einem Schusswechsel, bei dem Kara und Dawn sowie die Frau hinter der Theke und ein Trucker sterben. Am Ende stehen sich Tes und der Koch Billy mit gezogenen Waffen in einem Mexican standoff gegenüber und fordern sich jeweils auf, die Waffe niederzulegen.
Daraufhin betritt Ronny den Diner. Er trägt die Uniform eines Polizisten, den er zuvor am Straßenrand erschossen hat, als dieser ihm bei einer vermeintlichen Autopanne helfen wollte. Unmittelbar nach Betreten des Diners tötet er ohne Vorwarnung zwei unbeteiligte Gäste, die nach dem bisherigen Schusswechsel verängstigt an ihrem Tisch sitzen.
Im Laufe des folgenden Gespräches stellt sich heraus, dass Mel sauer über den verpatzten letzten Auftrag war und Billy beauftragt hat Tes, Kara und Dawn für ihr Versagen zu töten. Der neue Auftrag für Tes war demnach nur eine Falle.
Ronny beichtet Tes nun unerwartet seine Liebe und behauptet, bisher immer auf Tes aufgepasst zu haben. Nur bei dem letzten Auftrag von Tes konnte er dies nicht. Er fordert Tes auf, Billy zu erschießen, damit er und Tes mit dem Geld, das Billy für die Ermordung der drei von Mel erhalten hat, abhauen können. Tes zögert, zielt jedoch plötzlich auf Ronny und es kommt zu einem weiteren Schusswechsel.
Jetzt betritt Mel das Lokal. Tes liegt scheinbar tödlich getroffen am Boden und Ronny sitzt an einem Tisch, trinkt Kaffee und hält sich eine blutende Wunde am Hals. Mel setzt sich zu Ronny und erzählt ihm in Form einer Parabel, dass er weiß, dass Ronny ihn verraten und bestohlen hat und dass das Geld für den Mord an Tes und ihren Freundinnen sich nicht im Diner befindet. Im Anschluss erschießt er Ronny. Als er das Lokal verlassen will, wird er von Tes erschossen, die nicht tot, sondern nur verletzt ist. Tes kann mit dem Wagen von Mel vom Tatort fliehen, auf dem Rücksitz befindet sich eine Tasche mit Geld, die Mel zuvor mitgebracht hat.

## Hintergrund
Der Film wurde in Shreveport, Louisiana, gedreht. Das Budget des Films wird auf sieben Millionen US-Dollar geschätzt. Es handelt sich nach dem Horrorfilm The Evil Woods um den zweiten Langfilm des Regisseurs Aaron Harvey. Die Hauptfilmproduktionsgesellschaft war Annapurna Pictures, den US-Vertrieb übernahm Anchor Bay Entertainment, während sich die Universum Film GmbH die Rechte für Deutschland sicherte.
Die Besetzung des weiblichen Trios blieb längere Zeit unklar und wurde erst kurz vor Drehbeginn endgültig festgelegt. Zuvor waren Maggie Grace, Lauren German, Sarah Roemer, Laura Ramsey, Lizzy Caplan und Kate Mara für die Rollen im Gespräch.
Der Film feierte auf dem Cannes Marché du Film 2011 Premiere und lief in den US-amerikanischen Kinos am 9. Dezember 2011 an. Im Ausland erschien der Film als Direct-to-DVD-Produktion. In Deutschland wurde der Film am 13. Juli 2012 von Universum Film auf DVD und Blu-ray Disc mit einer FSK-16-Freigabe veröffentlicht.

## Deutsche Synchronfassung
Die deutsche Synchronbearbeitung entstand bei VSI Synchron in Berlin. Dennis Schmidt-Foß verfasste das Dialogbuch und führte zugleich Synchronregie.
| Darsteller        | Deutscher Sprecher | Rolle           |
| ----------------- | ------------------ | --------------- |
| Bruce Willis      | Manfred Lehmann    | Mel             |
| Forest Whitaker   | Tobias Meister     | Ronny           |
| Brad Dourif       | Gerald Paradies    | Sheriff Connors |
| Malin Åkerman     | Ursula Hugo        | Tes             |
| Nikki Reed        | Anne Helm          | Kara            |
| Shea Whigham      | Michael Deffert    | Billy           |
| Michael Rosenbaum | Norman Matt        | Brandon         |
| Dan Silver        | Michael Iwannek    | Dave            |
| Deborah Ann Woll  | Dascha Lehmann     | Dawn            |
| P.J. Marshall     | Frank Röth         | Deputy Elmore   |
| Edrick Browne     | Dennis Schmidt-Foß | Devon           |

## Filmmusik
Im Film sind die nachfolgenden Musiktitel zu hören:
- John McCauley – Baby Please Don't Go
- Audra Mae – She's No Angel
- Ben Zarai – Ride Em
- The Sweet – Fox On The Run
- The Debonettes – Choose Me
- David Bowie – Queen Bitch
- Obialo Oji Pka Corey Harris – Between Midnight And Day
- Toddzilla – I Don't Care
- Mac Wiseman – I'll Be All Smiles Tonight
- The Raveonettes – Dead Sound
- Bruce Willis – Respect Yourself
- Steve Clark – Sweet Rock And Roll
- Dave Catalano – Pop Up
- Vakero – Se Paltio El Lapiz
- Deadbolt – Zulu Death Mask
- The Cotton Jones Basket Ride – Silver Piano Man
- Viva Voce – Believer
- The Osborne Brothers – Fair And Tender Ladies
- Johnny Preston – Running Bear
- The Kills – U R A Fever
- Jordan Klassen – Hot Ashes
- Paul Burch – Living, Forgiving

Es ist kein Soundtrack zum Film erschienen.
In einer Szene auf der Fahrt zum Diner hören die drei Protagonistinnen eine Kassette mit dem Titel Return of Bruno von Bruce Willis aus den 1980er Jahren. Tatsächlich weist Willis Diskografie aus dieser Zeit mehrere international erfolgreiche Musiktitel auf. Der genannte Titel Respect Yourself, den Willis 1996 als Single veröffentlichte, ist während des Films zu hören.

## Kritiken
Catch .44 erhielt hauptsächlich mittelmäßige bis schlechte Bewertungen. In erster Linie kritisiert wurde das Drehbuch, während die Leistungen der Schauspieler durchaus positiv dargestellt wurden. Verglichen wurde der Film dabei häufig mit den Werken Quentin Tarantinos, insbesondere Pulp Fiction und Death Proof dienten offensichtlich als stilistische Vorbilder, wobei der in Pulp Fiction enthaltene Mexican standoff für die Beteiligten einen glimpflicheren Ausgang bietet.
Die Filmredaktion der New York Times bemängelte, der Film sei nicht geistreich genug, um durchgängig zu unterhalten und erzeuge keine Spannung, zudem seien die Charaktere dem Zuschauer gleichgültig. The Hollywood Reporter urteilte, obwohl der Film Willis und Whitaker die Chance gebe, ihre Charakterdarsteller-Fähigkeiten in ungewohnter Umgebung zu präsentieren, gebe es nicht viel am Film zu empfehlen. Das deutschsprachige Filmportal Filmstarts erklärte, der Film sei einfach nicht die coole Ganoven-Sause, als die er konzipiert worden war. Regisseur Aaron Harvey lebe seine Leidenschaft für das Kino Quentin Tarantinos aus. Elemente aus dessen Filmen allein machten jedoch noch lange keinen Instant-Kulthit aus, dem Werk fehle Herz, die Coolness wirke gewollt. Insgesamt sei Catch .44 dank toller Darsteller aber durchaus unterhaltsam. Auf der Bewertungswebsite Rotten Tomatoes besitzt der Film derzeit eine Beliebtheit beim Publikum von nur 14 %.